# Otto von der Groeben
Otto von der Groeben (ur. 1567 w Jeżewie, zm. 4 grudnia 1644 tamże) – przywódca opozycji antyelektorskiej w Prusach Książęcych, rzecznik związania Prus Książęcych z Koroną, starosta Szaków, sekretarz królewski.

## Życiorys
Znany przedstawiciel rodu von der Groeben, syn Jerzego starosty piskiego i Gertrudy von Hohendorff.
Studiował na Albertynie w Królewcu. Był posiadaczem majątków ziemskich w okolicach Kętrzyna i Mrągowa. W 1612 dzięki protekcji księżnej Anny otrzymał jako dobra lenne Barciany i Szestno.

### Funkcje publiczne w księstwie pruskim
Otto von der Groeben w latach 1595–1604 pełnił funkcję starosty Balgi. Od 1594 był posłem do sejmu krajowego w Prusach Książęcych.
W latach 1604–1621 był starostą Szaków. Starosta Szaków z urzędu otrzymywał tytuł wójta krajowego wywodzący się z czasów krzyżackich, wchodził też do pierwszej izby sejmu krajowego i włączany był do Rady Regencyjnej (wcześniej za czasów Albrechta Hohenzollerna ścisła rada księcia).

### W opozycji antyelektorskiej
Otto von der Groeben w 1602 po raz pierwszy wystąpił w obronie praw stanów pruskich na sejmie krajowym, który zebrał się w Świętej Siekierce. Po śmierci Jerzego Fryderyka stał się jednym z przywódców opozycji jawnie występującej przeciw elektorowi Brandenburgii Joachimowi Fryderykowi. Opozycjoniści opowiadali się za zespoleniem Prus Książęcych z Koroną. Od 1604 opozycję w pruskim sejmie nazywano kwerulantami.
W styczniu 1609 przewodniczył delegacji szlachty pruskiej na sejm w Warszawie. Głośne były jego przemówienia w sejmie i senacie. Podkreślał, że szlachta pruska jest częścią składową Rzeczypospolitej i powinna mieć takie same prawa jak szlachta polska. Występował przeciw Hohenzollernom łamiącym prawa pruskie, sprzeciwił się oddaniu Brandenburczykom pod kuratelę Prus Książęcych, uważał, że doprowadzi to do oderwania lenna od Polski. Na audiencji u Zygmunta III wręczył pismo w sprawie zorganizowania administracji w Prusach Książęcych na wzór polski. Efektem tych działań było wysłanie do Prus komisarzy królewskich, jeszcze w 1609.
Rządy Jana Zygmunta nie spełniły oczekiwań Groebena, w latach 1611–1615 nastąpiło wznowienie działalności partii opozycyjnej w pruskim sejmie.
Ostatnie publiczne wystąpienie Groebena jako posła w sejmie pruskim miało miejsce w 1621. Występował wówczas przeciw Jerzemu Wilhelmowi.

### Sprzedaż gruntów w Świętej Lipce
Starania biskupa warmińskiego Szymona Rudnickiego od 1605, w tym także u elektora Jana Zygmunta o możliwość odbudowy kaplicy w Świętej Lipce nie przynosiły rezultatów. Kaplicę można było odbudować pod warunkiem wykupienia gruntów, których właścicielem był luteranin Groeben. Jego sąsiad na włościach Stefan Sadorski w 1616 zawrócił się do Groebena z propozycją wykupu terenu w Świętej Lipce. Ten jednak odmówił, nie chcąc narazić się stanom pruskim. W sprawie sprzedaży gruntów Sadorskiemu Groeben otrzymał później następujące listy: od króla Zygmunta III, królewicza Władysława, królowej Konstancji i Jakuba Zadzika. Po takiej presji Groeben w roku 1617 sprzedał Sadorskiemu trzy morgi gruntu na miejscu dawnej kaplicy. (Aby wybudować kaplicę, trzeba było mieć całą Świętą Lipkę – prawo patronatu nad kościołami w swojej posiadłości). Po ponownej interwencji królewskiej Groeben 12 kwietnia 1619 sprzedał całą Świętą Lipkę – 5 łanów.
Otto von der Groeben w tym samym 1619 został katolikiem.

### W służbie królewskiej
Groeben w 1621 zrezygnował z funkcji starosty w Szakach i wszystkich pełnionych funkcji w Prusach Książęcych.
W 1622 Groeben został doradcą króla Zygmunta III Wazy i jego mężem zaufania w Prusach. W latach 1625–1629 był królewskim rezydentem na dworze cesarza Ferdynanda II. Jako sekretarz królewski lata 1629–1635 przeżył swego mocodawcę króla Zygmunta III i odszedł w stan spoczynku już za króla Władysława IV.
Otto von der Groeben osiadł na stałe w Jeżewie. W 1636 ufundował ołtarz boczny do kaplicy jezuickiej w Świętej Lipce. W 1642 przekazał dla gimnazjum jezuickiego w Reszlu swoje cenne zbiory biblioteczne. Zmarł 4 grudnia 1644 w Jeżewie. Pochowany został w ówczesnym kościele jezuickim w Reszlu.